# Pałac Toskański w Pradze
Pałac Toskański (czeski: Toskánský palác) – budynek barokowy typu pałacowego, który znajduje się na zachodniej stronie placu Hradczańskiego, na Hradczanach, w Pradze 1. Obecnie budynek jest siedzibą Ministerstwa Spraw Zagranicznych Republiki Czeskiej.
Budowę pałacu rozpoczął hrabia Thun Hohenstein w 1690 roku w miejscu kilku mniejszych domów, które należały do rodziny Lobkovic. Hrabia Thun miał zamiar wybudować tu swoje przedstawicielstwo szlachty, w pobliżu Zamku Praskiego, nie dożył jednak zakończenia budowy. W 1718 niedokończony budynek kupiła Anna Maria Franciszka, księżna Toskanii, która ukończyła budowę - stąd pochodzi nazwa tego pałacu.
Budowa była prowadzona przez architekta G. A. Canevalli projektu francuskiego architekta Jean Baptiste Mathey. Budynek ma cztery skrzydła zamknięte z prostokątnym dziedzińcem pośrodku i dwie fontanny w niszach budynku. Główną fasadę pałacu zdobią dwa toskańskie herby, jak również dekorację rzeźbiarską, która jest alegorią siedmiu sztuk wyzwolonych Jana Brokoffa.
W 1998 r. budynek przeszedł całkowitą modernizację. Dla turystów jest on dostępny tylko od czasu do czasu na parterze, gdzie czasami odbywają się różne imprezy.